# Serge Lepeltier
Serge Lepeltier, né le 12 octobre 1953 au Veurdre (Allier), est un homme politique français.

## Biographie

### Études
Serge Lepeltier est diplômé d'HEC (promotion 1976) et ancien auditeur à l'Institut des hautes études de la défense nationale (49e session). 

### Carrière
Serge Lepeltier est secrétaire général de l'Union nationale de la maçonnerie à la Fédération nationale du bâtiment pendant deux ans, avant son premier mandant électif en 1993.
Il décide le 6 janvier 2017 de soutenir Emmanuel Macron à l'élection présidentielle. Il est le troisième ministre de droite après Jean Arthuis et Renaud Dutreil à rejoindre le mouvement En marche !.

#### Responsabilités locales
En 1978, Serge Lepeltier est battu aux législatives en Moselle.
Il est élu député du Cher de 1993 à 1997 (battu par Yann Galut), puis maire de Bourges en 1995 contre Jean-Claude Sandrier (PCF) et réélu en 2001 et 2008. Il est élu sénateur du Cher le 27 septembre 1998, mais lors du premier tour d'une élection sénatoriale partielle provoquée par la démission de son suppléant, en septembre 2005, il est devancé de 19 voix par Rémy Pointereau (dissident UMP) et se désiste en sa faveur.
Après son éviction du gouvernement, le conseil municipal de Bourges le réélit à sa tête en juin 2005.
Il est largement battu par Hervé Novelli à la primaire UMP pour la désignation de la tête de liste du parti pour les régionales 2010 en région Centre, ne recueillant que 1 134 voix (27,40 %) contre 3 005 voix (72,60 %) à son adversaire (participation: 45,81 %),.
Il ne se représente pas à la mairie de Bourges lors des élections municipales de 2014.

#### Responsabilités ministérielles
Le 31 mars 2004, dans le troisième gouvernement de Jean-Pierre Raffarin, Serge Lepeltier remplace Roselyne Bachelot au Ministère de l'Écologie, du Développement et de l'Aménagement Durables.

#### Responsabilités partisanes
En 1975, Serge Lepeltier rejoint l'UDR (le futur RPR qui deviendra l'UMP), puis, en 2005, le Parti radical valoisien.
En 2001, il est nommé secrétaire général du RPR. Il dénonce alors la « balladurisation » du gouvernement Jospin, un superlatif désignant l'échec qui ne fut pas du goût d'Édouard Balladur.
Il devient en 2006 président de la Fédération nationale des élus républicains et radicaux (FNERR). Il est également depuis cette époque Premier vice-président et porte-parole du Parti radical valoisien.

#### Responsabilités diplomatiques
Le 9 février 2011, Serge Lepeltier succède à Brice Lalonde en tant qu'ambassadeur français chargé des négociations sur le changement climatique. Jacques Lapouge lui succède le 24 janvier 2013.

#### Autres responsabilités
Serge Lepeltier a été, entre 2013 et 2016, président de l'Académie de l'eau
.
En novembre 2014 Serge Lepeltier est nommé président de l’association Equilibre des Energies. Il devient président d’honneur à la suite de la nomination de Brice Lalonde à la présidence le 19 décembre 2017.
Il soutient Emmanuel Macron, candidat à l'élection présidentielle de 2017.

## Mandats
- 1989 - 1995 : conseiller municipal de Bourges
- 1992 - 1994 : conseiller régional du Centre
- 1994 - 1995 : conseiller général du Cher
- 1995 - 2004 : maire de Bourges
- 2004 - 2005 : maire-adjoint de Bourges
- 2005 - 2008 : réélu maire de Bourges par le conseil municipal
- 2002 - 2008 : président de la Communauté d'agglomération de Bourges, Bourges Plus
- 2008 - 2014 : réélu maire de Bourges
- 2008 - 2014 : vice-président de la Communauté d'agglomération de Bourges, Bourges Plus
- 2008 - 2014 : président du comité de bassin Loire-Bretagne
- 2010 - 2011 : conseiller régional du Centre

### Député
- Député du Cher 1993-1997.

### Sénateur
- Sénateur du Cher 1998-2004.

### Fonctions ministérielles
- Ministre de l'Écologie et du Développement durable 2004-2005[3].

## Décorations
Serge Lepeltier est nommé officier de la Légion d’honneur le 31 décembre 2015.